# Мика Брада
Михаило Јовановић (Ниш, 8. септембар 1886 - Свилајнац, 28. април 1944), познатији под псеудонимом Мика Брада, је био српски учитељ, књижевник и ловац.

## Биографија
Рођен је у Нишу у сиромашној радничкој породици. Учитељску школу је завршио у Алексинцу, а службовао је у разним местима. Био је у бугарском заробљеништву 1915. године, а после Првог светског рата радио је у Лесковцу, где је ухапшен као комуниста и протеран у Македонију. Након доласка Бугара и пораста фашизма, враћа се у Србију, и ради као учитељ у Свилајнцу. Убили су га четници 1944. године.
Писао је ловачке приче у часопису "Ловац" од 1930.  до 1938. године, а неки његови написи објављивани су у Политици. Био је један од последњих ловаца на високу дивљач, посебно на медведе и објављене су две његове књиге ловачких прича и доживљаја. У њима говори о лову на медведе и другу дивљач, са огромном дозом бриге за животиње, али описује и културу народа и места које сусреће посебно Албанаца са Шар-планине који су му били водичи у току лова. Ловачко удружење у Свилајнцу носи име по њему.

## Дела
- Између Шар-планине и Осогова (1933, Крајничанац, Скопље)[3]
- У ђавољем котлу (1958, постхумно, Ловачки савез Војводине, Нови Сад)